# Goljak (Jastrebarsko)
Goljak is een plaats in de gemeente Jastrebarsko in de Kroatische provincie Zagreb. De plaats telt 84 inwoners (2001).